# Icubovăț

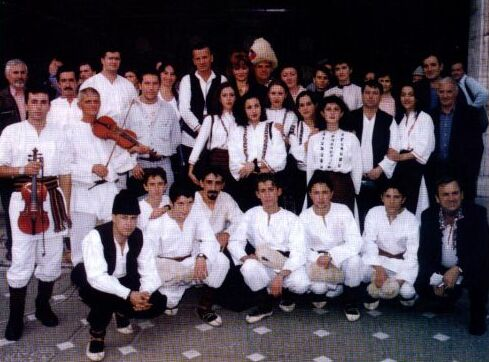
Români din Icubovăț (Serbia) în costume populare

Iabucovăț (sârbă Jabukovac, cu alfabetul chirilic: Јабуковац) este un sat în plasa Negotin, județul Bor,regiunea Timoc, Serbia de răsărit. În 2002 au fost numărați aici 1.884  locuitori.
Situat la numai câțiva kilometri nord de orașul Negotin și la vest de granița cu România, localitatea este populată majoritar de români timoceni. Localitatea a intrat în atenția presei internaționale în urma masacrului din Iabucovăț din 27 iulie 2007.

## Istoric
Prima atestare documentară a satului datează din secolul 16. Localitatea apare în harta austriacă Carte von dem Koenigreich Servien din prima jumătate a secolului XVIII. Satul intrase atunci în componența Imperiului Habsburgic în urma Păcii de la Passarowitz. În această perioadă, localitatea (și întreaga regiune din care făcea parte) a fost subordonată din punct de vedere administrativ Timișoarei. În perioada stăpânirii habsburgice, satul era alcătuit din 38 de case și un preot român care slujea și pentru satele vecine, de asemenea românești: Vratna, Slatina Borului, Ostrov și Samarinovăț. După scurta perioadă austriacă de numai 21 de ani (1718-1739), localitatea revine în componența Pașalâcului de Vidin din cadrul Imperiului Otoman. În 1833, Principatul Serbiei condus de Miloș Obrenovici reușește să anexeze județele majoritar românești Timoc și Craina (din care făcea parte și Iabucovăț) care intră astfel pentru prima dată în istorie în componența statului sârb, iar granița răsăriteană a Serbiei este stabilită pe râul Timoc (în loc de masivul muntos Homolie). În 1916 sunt atestați în sat 3.675 de locuitori, toți români. În 1921, trăiau aici 3.692 români și 69 de sârbi.

## Galeria de imagini

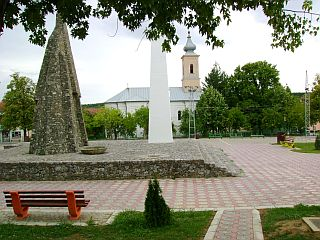
Centrum
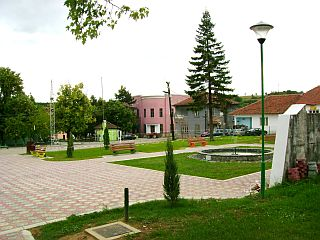
Park 2009
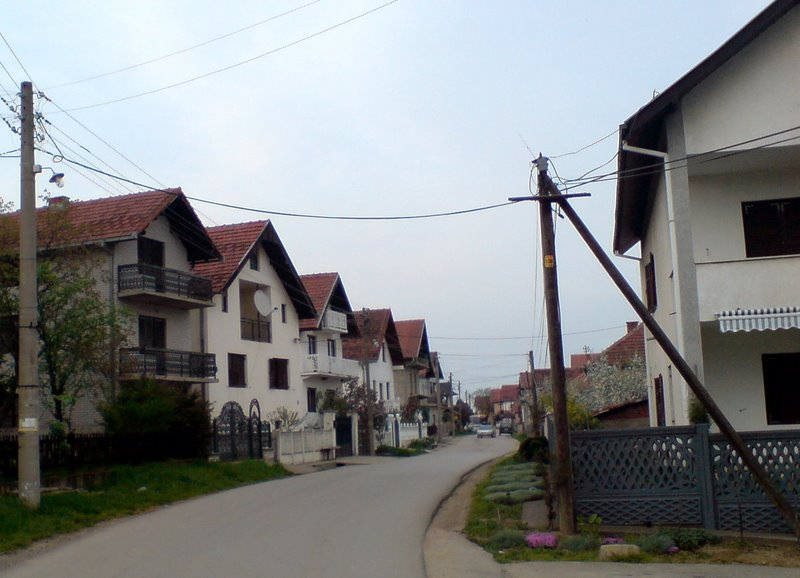
Jabukovac 2009
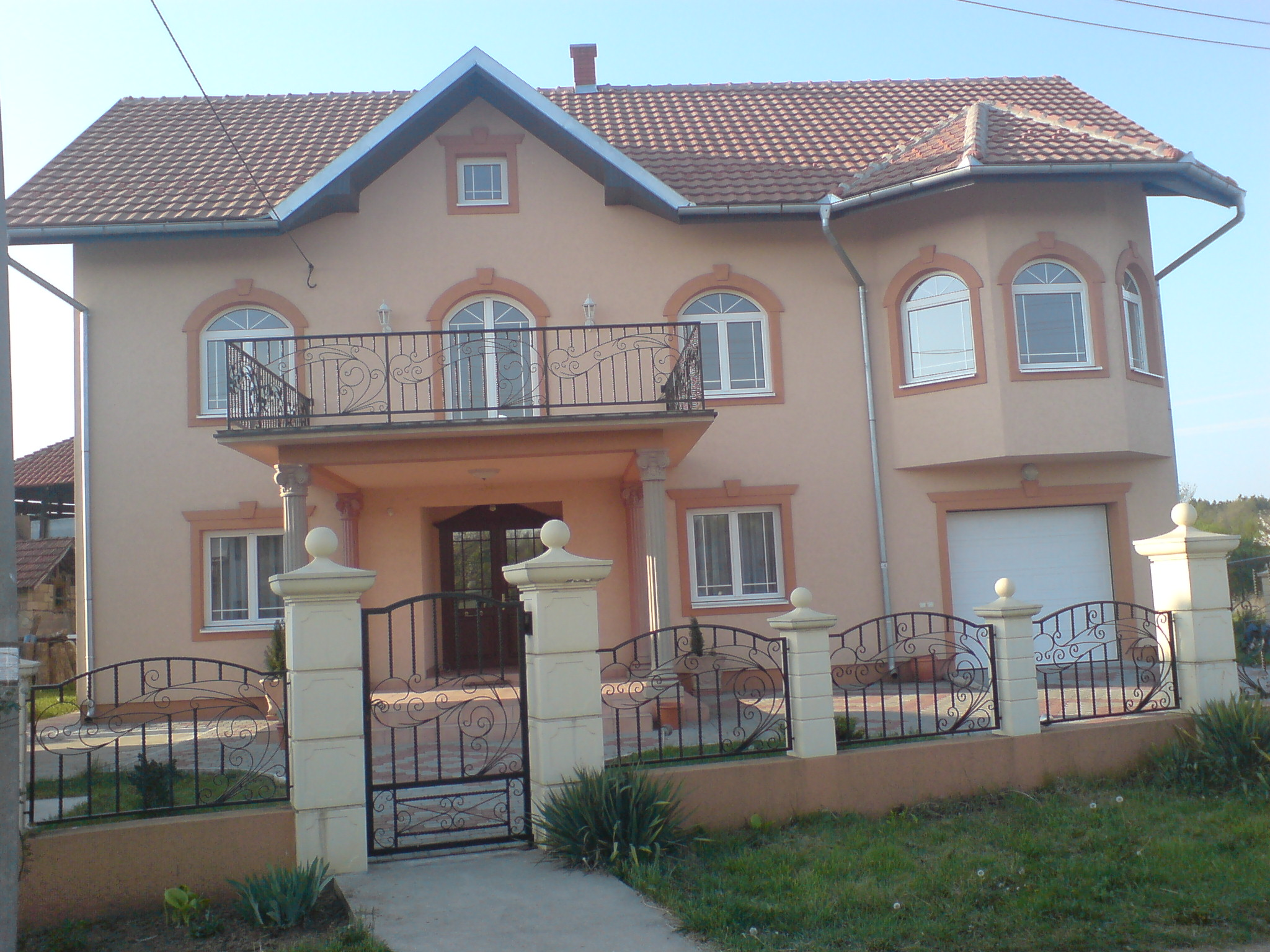
Casă nouă
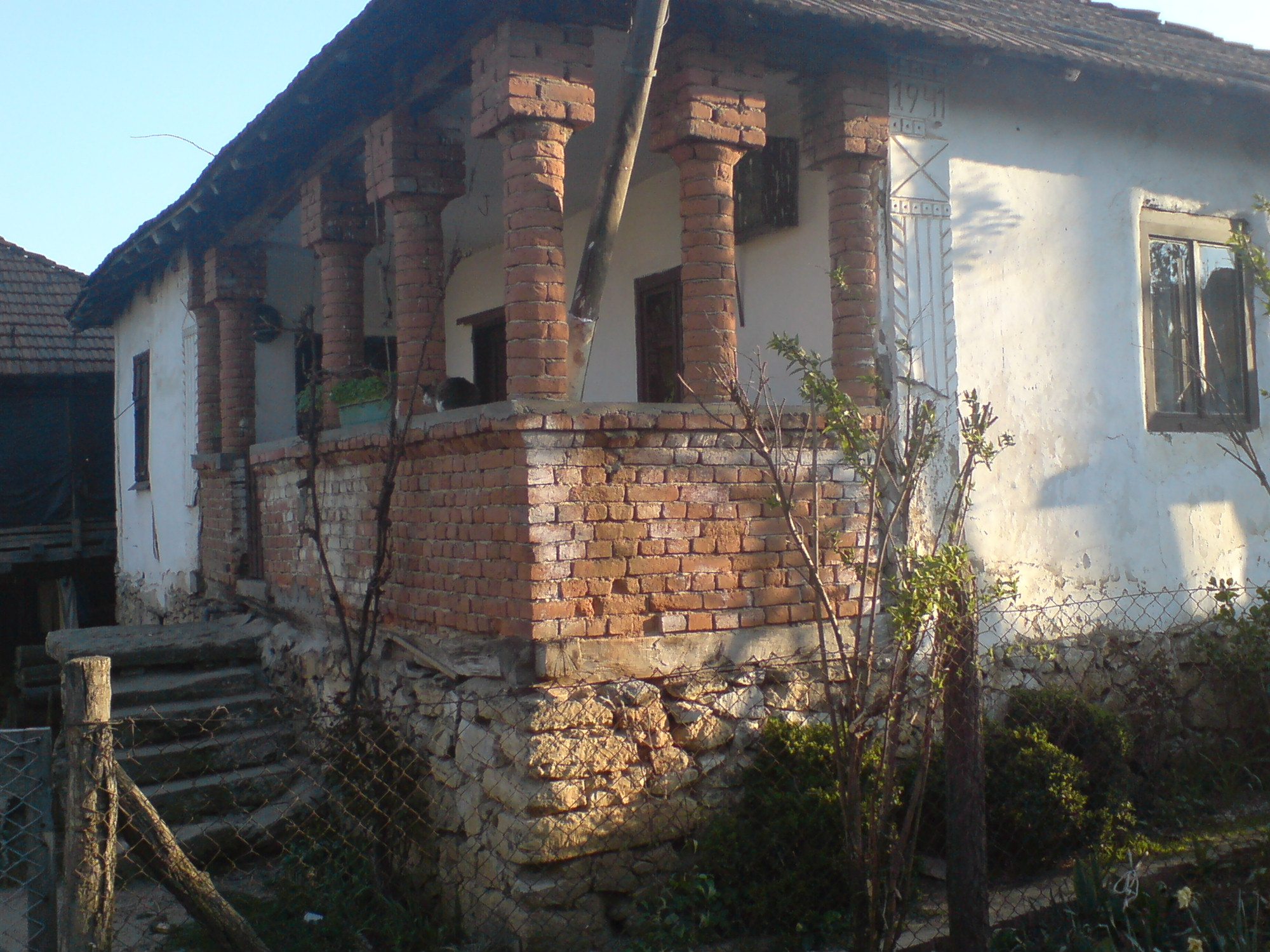
Casă veche
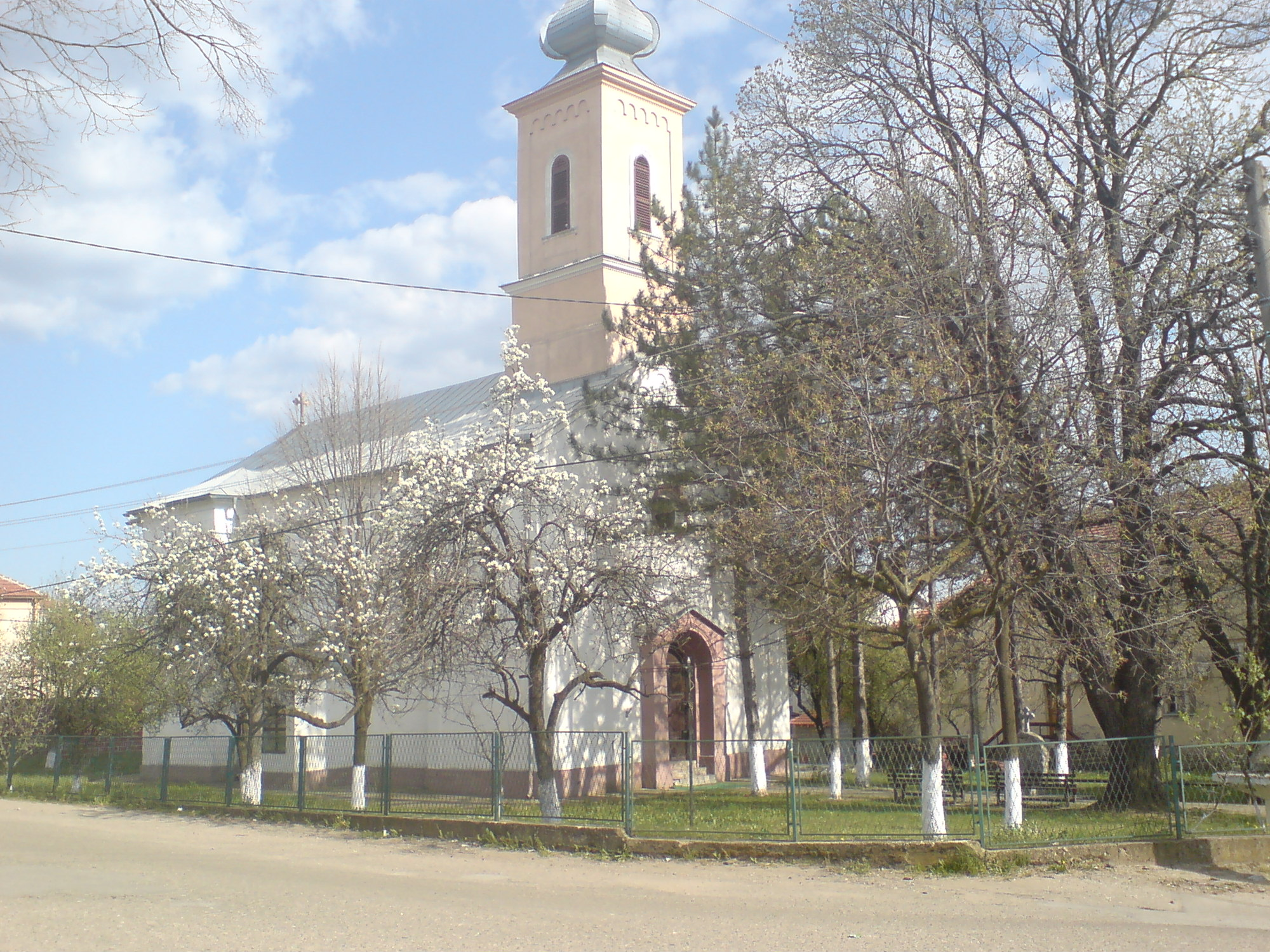
Biserica
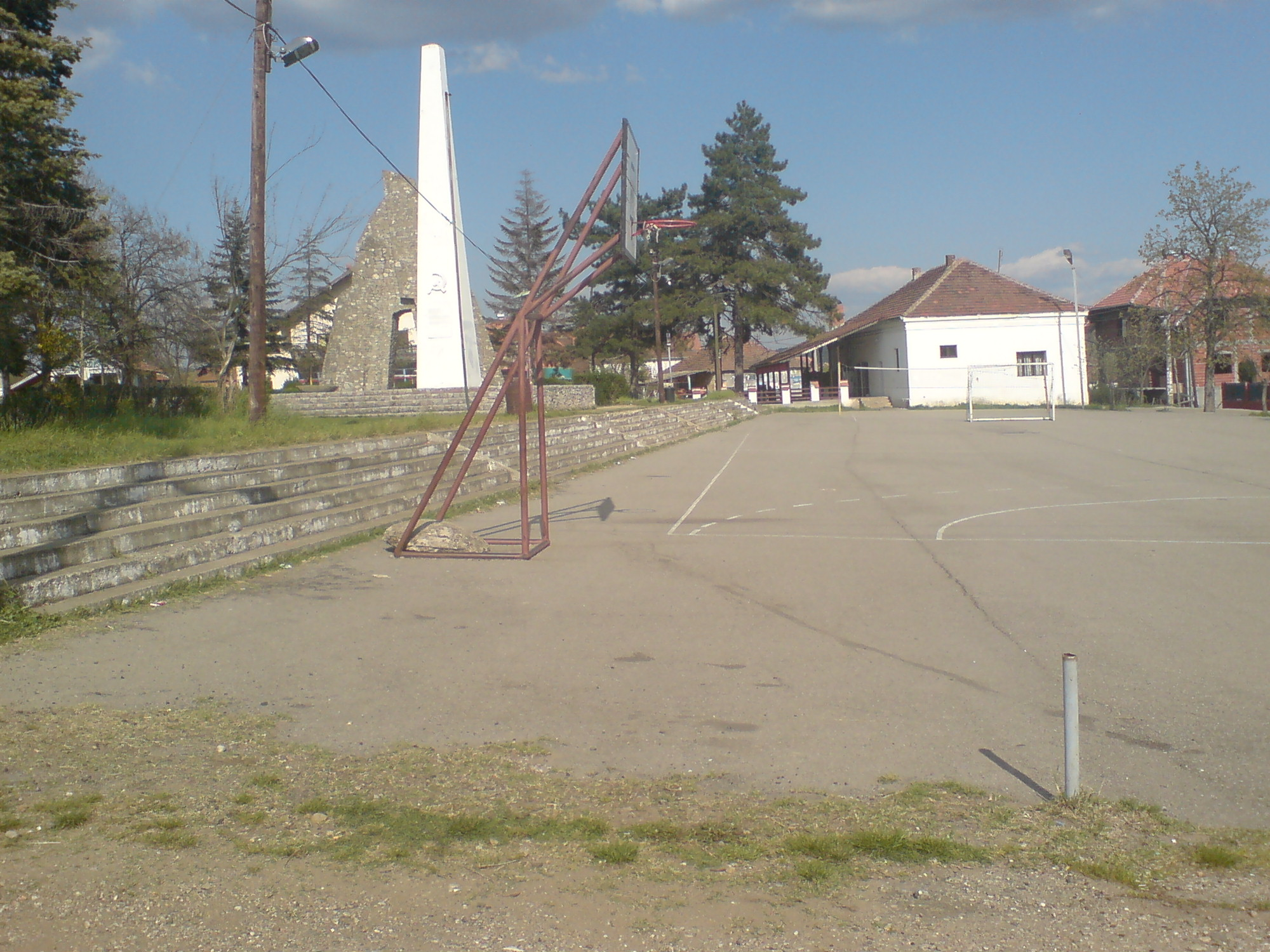
Terenul de sport